# Віріом
Віріом (англ. viriome) оселища або середовища — це загальна сукупність вірусів в ньому. Віріом може охоплювати віруси, що паразитують в багатоклітинному організмі, а також фаги, які паразитують у бактеріях і археях. Цей термін протиставляється терміну віром, який позначає сукупність нуклеїнових кислот, що містяться в вірусах в мікробіомі.